# João Paulo Burnier

Em 16 de abril de 1968 João Paulo Moreira Burnier (à direita) foi empossado chefe de gabinete do Ministro da Aeronáutica Márcio de Sousa Melo (de óculos, ao centro da imagem). Arquivo Nacional.

João Paulo Moreira Burnier (Rio de Janeiro, 18 de outubro de 1919 — Rio de Janeiro, 13 de junho de 2000) foi um militar, brigadeiro da Força Aérea Brasileira (FAB), conspirador e agente torturador ditadura militar brasileira.

## Biografia
Filho de Otávio Penido Burnier e de Margarida Moreira Penido Burnier. Pai de seis filhos, entre eles o também brigadeiro Gilberto Antonio Saboya Burnier, importante assessor do comandante da Força Aérea Brasileira Juniti Saito, agora na reserva e investigado por suas relações na compra dos caças Gripen e na AEL, onde era membro do conselho diretor consultivo quando ainda na ativa.
Ingressou na Escola Militar do Realengo (Rio de Janeiro) em 1939. Em janeiro de 1941, transferiu-se para a Escola de Aeronáutica, pela qual saiu Aspirante a oficial-aviador, em setembro de 1942. Promovido a segundo-tenente em maio de 1943, passou sucessivamente a primeiro-tenente em novembro de 1944 e a capitão-aviador em maio de 1946. Em outubro de 1950 foi promovido a major-aviador e, em janeiro de 1957, a tenente-coronel-aviador.
Em dezembro de 1959, chefiou, ao lado do tenente-coronel Haroldo Veloso e outros oficiais da FAB, uma fracassada tentativa de golpe militar contra o governo do presidente Juscelino Kubitschek (1956-1961) - a Revolta de Aragarças. Entre os planos de Burnier, estava incluído o bombardeio dos palácios do Catete e das Laranjeiras. Desfeito o movimento, Burnier exilou-se na Bolívia e só retornou ao Brasil no primeiro semestre de 1961, já no governo de Jânio Quadros.
Já promovido a coronel, esteve em 1963 no Panamá, onde fez cursos na Escola das Américas, mantida pelo Exército dos Estados Unidos, fazendo cursos com vistas à instalação do Serviço de Informações da Aeronáutica, que depois viria a chefiar. Em 1964, foi partidário do golpe que depôs o presidente João Goulart.
Depois de receber a patente de brigadeiro-do-ar em 25 de março de 1968, no governo do marechal Artur da Costa e Silva foi designado, em 17 de abril daquele ano, para servir de forma interina na chefia do gabinete do ministro da Aeronáutica, brigadeiro Márcio de Souza Melo. No primeiro semestre desse mesmo ano, foi protagonista do chamado Caso Para-Sar, posteriormente denunciado pelo capitão-aviador Sérgio Miranda de Carvalho. Segundo o capitão Sérgio, Burnier pretendia usar o Para-Sar - os paraquedistas da FAB - em uma série de atentados, um dos quais seria a explosão do gasômetro do Rio de Janeiro. A intenção era a de posteriormente acusar os opositores do regime pelos crimes. Em 12 de junho Burnier convocou Sérgio Miranda para participar do atentado. Dois dias depois, em 14 de junho, Burnier comunicou a 41 membros da Para-Sar (cabos, sargentos e oficiais) o plano da explosão. Sérgio denunciou o plano, confirmado por 37 dos 41 militares da Para-Sar. Apesar do envolvimento no caso Caso Para-Sar, em julho de 1968 Burnier foi nomeado chefe do recém criado Serviço de Informações da Aeronáutica.
Em setembro daquele ano Burnier apoiou publicamente o deputado-brigadeiro Haroldo Coimbra Veloso (que liderou uma manifestação para reempossar à força o prefeito cassado de Santarém e acabou baleado pela Polícia Militar do Pará) e desencadeou uma crise na Aeronáutica, ao propor represálias contra as autoridades policiais de Santarém. Seu radicalismo contra os opositores do regime começou a ser comentado nos bastidores da Câmara dos Deputados do Brasil, onde Burnier era acusado de planejar (com parte da cúpula da Aeronáutica) a eliminação de políticos cassados e outros adversários do regime. O major-brigadeiro Itamar Rocha (responsável pela sindicância onde 37 militares acusaram Burnier no Caso Para-Sar) foi exonerado do cargo de direto geral de Rotas Aéreas do Ministério da Aeronáutica e preso, junto com outros oficiais. A acusação do Ministério da Aeronáutica era de que Rocha e os demais militares punidos " por terem veiculado versões que incompatibilizam oficial superior hierárquico (no caso Burnier). Segundo Paulo Francis, em sua coluna no Correio da Manhã, o major-brigadeiro Rocha reuniu um dossiê apresentado para a imprensa e acusou Burnier de tentar transformar o Para-Sar em um grupo de extermínio. Rocha acabou recebendo apoio de 300 oficiais da Aeronáutica e do Brigadeiro Eduardo Gomes, que intercedeu junto ao presidente Costa e Silva (que não interveio na crise) e conseguiu a suspensão de sua punição (como forma de tentar conter a crise na Aeronáutica) e denunciou a falta de comando do Ministro da Aeronáutica, Márcio de Sousa Melo, diante de "elementos extremados" (como Burnier) da força. Apesar das pressões para demiti-lo, o presidente Costa e Silva o manteve no cargo. Burnier permaneceu como chefe do Serviço de Informações da Aeronáutica até abril de 1970, quando foi nomeado comandante da 3ª Zona Aérea no Rio de Janeiro.
Foi durante seu período à frente da 3ª Zona Aérea que Burnier também foi apontado como responsável pela prisão e desaparecimento forçado (ato proposto anteriormente na Operação Para-Sar):
- Rubens Paiva, ex-deputado federal,. (pai do escritor e jornalista Marcelo Rubens Paiva), em 20 de janeiro de 1971;[20]

- Stuart Angel Jones, militante do grupo guerrilheiro MR-8, de extrema esquerda. Segundo testemunhos, Stuart morreu em junho de 1971, durante sessões de tortura no Quartel General da 3ª Zona Aérea (Rio de Janeiro), comandada por Burnier.[1][21][8]

- Anísio Teixeira, jurista, intelectual, educador e escritor, ex reitor da Universidade de Brasília em 11 de março de 1971 Seu corpo foi encontrado três dias depois no fosso de um elevador do edifício onde morava o lexicógrafo Aurélio Buarque de Holanda. Em depoimento à Comissão da Verdade, realizado na Universidade de Brasília, em 10 de agosto de 2012, o professor João Augusto de Lima Rocha declarou: "Em dezembro de 1988, Luiz Viana Filho me confessou que Anísio Teixeira foi preso no dia que desapareceu [11 de março de 1971] e levado para o quartel da Aeronáutica, em uma operação que teve como mentor o brigadeiro João Paulo Burnier, figura conhecida do regime militar e que tinha o plano de matar todos os intelectuais mais importantes do Brasil na época".[22]

Em carta dirigida ao Presidente Ernesto Geisel, o Brigadeiro Eduardo Gomes referiu-se ao Brigadeiro Burnier nos seguintes termos: "um insano mental inspirado por instintos perversos e sanguinários, sob o pretexto de proteger o Brasil do perigo comunista."

## Transferência para a reserva compulsória
A pressão do governo americano em relação ao caso do desaparecimento do estudante e cidadão estadunidense Stuart Angel foi determinante para sua reforma (situação equivalente a aposentado, no caso de militares) compulsória em março de 1972, por decisão do presidente Emílio Garrastazu Médici, junto com outros três brigadeiros (Márcio César Leal Coqueiro, Carlos Afonso Dellamora e Roberto Hyppolito da Costa), em atendimento às regras que determinam que 25% dos quadros de oficiais-generais das três forças armadas (Exército, Marinha e Aeronáutica) sejam liberados anualmente para ascenso dos oficiais mais jovens. Apesar de ter protestado duramente contra o ato, sua transferência a reserva (e a dos demais) não foi revertida.
Em 1999, um jantar em sua homenagem no Clube Militar do Rio de Janeiro virou um evento de contestação ao governo do então presidente Fernando Henrique Cardoso.

## Morte
O brigadeiro Burnier morreu em junho de 2000, aos 80 anos, em decorrência de um câncer.